# Camponotus sedulus
Camponotus sedulus is een mierensoort uit de onderfamilie van de schubmieren (Formicinae). De wetenschappelijke naam van de soort is voor het eerst geldig gepubliceerd in 1857 door Smith, F..